# Word Records
Word Records es una compañía de entretenimiento de fe cristiana con sede en Nashville, Tennessee. Pertenece a Curb Records y es parte de Word Entertainment. De su distribución se encarga Warner Records (la antigua Warner Bros. Records).

## Historia
Word Records fue fundado en Waco, Texas, en 1951 por Jarrell McCracken, Baylor Henry Sorelle y el ejecutivo de radio y televisión Ted Snider. El nombre de la etiqueta se basa en una grabación de palabras habladas de 16 minutos escrita y narrada por McCracken, la primera grabación lanzada por la etiqueta, titulada "El juego de la vida". El comentarista deportivo KWTX de 23 años en Waco había leído un artículo de Jimmy Allen, un exatleta que se convirtió en un predicador bautista, y basó su grabación en el artículo que también se llama "El juego de la vida". El evento se basa en un partido de larga duración entre las fuerzas del bien y del mal con Jesucristo y Satanás entrenando a los dos equipos. McCracken estaba familiarizado con la transmisión play-by-play, después de haber creado juegos virtuales de béisbol para transmisión de radio basados en informes de cable. McCracken originalmente presentó su presentación "El juego de la vida" los domingos por la noche en varias iglesias alrededor del área central de Texas. En todas partes que presentó "El juego de la vida", recibía solicitudes de copias. Finalmente, tuvo una corta serie de registros presionados para ofrecer en las iglesias donde habló. La estación de radio ficticia en la grabación tiene las letras "WORD", por lo que se imprimió en la etiqueta del registro personalizado. Después de que un amigo le preguntara cuándo lanzaría un seguimiento, McCracken decidió buscar la etiqueta en un nivel más serio.
Los registros posteriores se centraron en otras grabaciones de palabras habladas, pero Word pronto se diversificó en la música gospel del sur. Los primeros empleados del estudio incluyeron a Tom Norfleet, Kurt Kaiser y Ralph Carmichael.
La etiqueta luchó inicialmente hasta que Marvin Norcross se convirtió en un socio de capital. Para 1954, Word también se había convertido en una editorial.
A lo largo de los años se iniciaron varios sellos subsidiarios: Canaan Records en la década de 1960, Myrrh Records en 1972 y DaySpring Records en 1977, y Rejoice Records en la década de 1980. Dos de estas etiquetas ya no existen hoy en su forma original. El sello Mirra resucitó en 2005 como un sello discográfico de alabanza y adoración: Myrrh Worship.  Canaan Records también se volvió a abrir a principios de 2007 con Dave Clark al timón. 
Solid Rock Records de Larry Norman tuvo un acuerdo de distribución con Word de 1975 a 1980. Los artistas en Solid Rock incluyeron a Norman, Randy Stonehill, Daniel Amos, Tom Howard y Mark Heard. 
En 1983, Chris Christian firmó un acuerdo de distribución para trasladar su sello Home Sweet Home Records de Benson Records a Word Records; hoy todavía está activo y permanece bajo la propiedad independiente de Chris Christian . 
Light Records fue distribuido en la década de 1970 por Word Records antes de ser vendido a Ralph Carmichael en la década de 1980. 
Reunion Records firmó un contrato de distribución y promoción en la década de 1980; El acuerdo duró hasta la década de 1990. Hoy, Reunion Records se distribuye a través de Provident Music Group. 
Star Song fue distribuida por Word Records, pero dejó su acuerdo de distribución a fines de la década de 1980 para firmar con Sparrow Records, que fue asumida por Chordant Distribution y luego por EMI. 
Los acuerdos de distribución con otros sellos en los años setenta, ochenta y principios de los noventa permitieron a Word Records llegar a lo más alto, prácticamente albergando a un quién en la música cristiana. Distribuyeron, promocionaron y anunciaron los nombres más importantes de la música cristiana contemporánea. Artistas como Amy Grant, Michael W. Smith, Rich Mullins, Russ y Tori Taff, Benny Hester, Paul Smith, los Imperiales, Petra, Helen Baylor, Sandi Patti, Kenny Marks, Wayne Watson, Carman, The Archers con Steve Archer, White Heart, Gaither Vocal Band, Bill Gaither Trio, Point of Grace, Love Song, Sweet Comfort Band, The Nelons, Happy Goodman Family con Rusty Goodman, Florida Boys, Guardian y otros artistas. 
En 1976, McCracken vendió parte del interés en su sello a la American Broadcasting Company. 10 años después, ABC se fusionó con Capital Cities, Inc. y obligó a McCracken a abandonar la empresa. 
De 1984 a 1990, Word fue distribuido en el mercado general por A&M Records y luego por Epic Records hasta 2002. 
En 1992, Capital Cities ABC vendió Word a Thomas Nelson, Inc. por $ 72   millones,  y Nelson hicieron dos cambios importantes: desarrollar el logotipo "W" giratorio actual para productos de libros que se dio a conocer en 1995, y también trasladar su sede de Waco, Texas, a su sede actual en Nashville. Nelson dividió el sello discográfico y los brazos de publicación de libros en 1996 cuando los sellos se vendieron a Gaylord Entertainment. En un acuerdo con Gaylord, Thomas Nelson continuó usando el nombre de "Word Publishing" para su impronta del libro hasta 2002, momento en el que se convirtió en "W Publishing Group" y conservó el logotipo giratorio de "W". Una campaña publicitaria muy controvertida presentada en la convención de la CBA en 2002 creó un litigio, resuelto más tarde. 
Después de que Colin Reed se hizo cargo de Gaylord Entertainment en 2001, [cita requerida] el hotelero hizo cambios corporativos en la compañía, incluida la expulsión del presidente de larga data Roland Lundy, y vendió el grupo de Word Entertainment al entonces AOL Time Warner en 2002.  En 2002, el exgerente de la división cristiana de Atlantic Records, Barry Landis, asumió brevemente el cargo de presidente de la división del grupo discográfico. Word pasó por un período de reestructuración, cerró su oficina de publicación de música de Los Ángeles, absorbió Myrrh Records, Squint Entertainment y Everland Entertainment en el Grupo Word Label, y redujo el personal interno. Curb Records también ganó una participación en la compañía durante este tiempo. En 2004, la compañía se vendió nuevamente como parte de la venta de Time Warner de su división de música, vendiéndola a un grupo de inversores liderados por Edgar Bronfman para formar un nuevo Warner Music Group independiente. 
En marzo de 2016, se anunció que Mike Curb adquirió el 100% de Word Entertainment (excluyendo la división de música impresa) de Warner Music Group. Sin embargo, WMG ha continuado distribuyendo la producción de Word para el mercado general. La división de música impresa (Word Music and Church Resources), excluyendo Word Publishing, fue adquirida posteriormente por The Lorenz Corporation en febrero de 2017.

## Lista de artistas
Esta es una lista de artistas, pasados y presentes, que han grabado para Word Records en las últimas décadas.

### Artistas
- Meredith Andrews
- About a Mile
- Chris August
- For King & Country
- Francesca Battistelli
- Big Daddy Weave
- Blanca
- Jason Castro
- Everfound
- Family Force 5 (changed name to FF5)
- Group 1 Crew
- Love & the Outcome
- Dara Maclean
- Needtobreathe
- Point of Grace
- Sidewalk Prophets
- Stars Go Dim
- Jason Walker
- We Are Messengers
- Zealand Worship

### Artistas anteriores
- 4Him
- Across the Sky
- Dick Anthony
- The Archers 1975-1980 Light Records, 1990 Reunion Records
  - Steve Archer 1983-1988 Home Sweet Home Records
- Wendy Bagwell and the Sunliters Canaan
- Trace Balin 1988-1993 DaySpring
- Helen Baylor
- Charles Billingsley
- Calvin Bridges
- Anita Bryant
- Building 429 (active on INO Records)
- Shirley Caesar (Word/Rejoice/Myrrh) (1980–1991)
- Carman 1984-1985 Myrrh
- Bruce Carroll
- Johnny Cash (1986 album Believe in Him)
- The Cathedrals Canaan
- Patrick Ryan Clark
- Ashley Cleveland
- Clay Crosse
- Billy Ray Cyrus (Word/Warner Bros./Curb) (2003–2004)
- Dakota Motor Co 1994-1996 Myrrh
- Dana (1981-1983)
- Downhere
- Bryan Duncan
- O'landa Draper and the Associates 1990-1994 Word, 1996-2001 Warner Music Group
- Evie
- The Florida Boys Canaan
- Gaither Vocal Band 1980-1985 DaySpring
- John Gimenez
- Happy Goodman Family 1964-1982 Canaan, 1990 Word Records
  - Howard and Vestal Goodman 1983-1984 Word
  - Rusty Goodman 1977-1987 Canaan
- Amy Grant
- Juan Carlos Alvarado
- René González
- Bruce Greer
- Guardian 1990-1994 Pakaderm, 1995-1997 Myrrh
- Hemphills Canaan
- Holy Soldier 1989–1991 Myrrh
- The Hoppers Canaan
- The Imperials 1977-1984 DaySpring, 1985-1988 Myrrh
- The Inspirations Canaan
- Wes King
- The Kingsmen Canaan
- Rachael Lampa
- The Lefevres Canaan
- The Lewis Family Canaan
- Liberation Suite 1975 Myrrh
- Mark Lowry
- Kenny Marks
- Babbie Mason
- David Meece
- Rich Mullins Reunion Records
- The Nelons Canaan
- Michael Omartian
- Sandi Patty
- Petra 1974-1977 Myrrh, 1983-1986 StarSong (under Word) 1989-1994 DaySpring, 1995-2000 Word Records
- David Phelps
- Leslie Phillips 1984–1987 Myrrh
- pureNRG 2006-2011 Fervent
- Rachel Rachel 1990–1994 DaySpring
- Salvador
- Mark Schultz
- George Beverly Shea
- Sixpence None the Richer
- Janet Lynn Skinner
- Skypark
- Chris Sligh
- Paul Smith 1986-1989 DaySpring
- Michael W. Smith Reunion Records
- Thurlow Spurr and the Spurrlows
- Stellar Kart (active on INO Records)
- Russ Taff 1983-1991 Myrrh
- Randy Travis
- Jaci Velasquez 1996-1998 Myrrh, 1999-2006 Word
- Veridia
- Greg X Volz
- Mike Warnke - 1975-1986 Myrrh, 1987-1992 DaySpring
- Wayne Watson
- Kelli Williams